# Pirikanoka
Pirikanoka (ピリカノカ) (littéralement « belle forme ») est le nom aïnou, chanté en yukar, d'un groupe de caractéristiques géologiques situé dans l'île de Hokkaidō au Japon. En 2009, Pirikanoka est désigné lieu de beauté pittoresque de niveau national avec les six premiers sites auxquels s'ajoutent trois autres sites en 2012 et un dixième en 2014. Chacun a son nom propre en langue aïnoue,,.

## Liste des sites
| Nom                                                                                            | Municipalité          | Commentaires           | Image | Coordonnées                   |
| ---------------------------------------------------------------------------------------------- | --------------------- | ---------------------- | ----- | ----------------------------- |
| Mont Kudo (九度山) Kudo-san ou Kutōn-nupuri                                                    | Nayoro                |                        |       | 44° 25′ 08″ N, 142° 31′ 46″ E |
| Mont Kogane (黄金山) Kogane-yama ou Pinnetai-orushipe                                          | Ishikari              |                        |       | 43° 37′ 26″ N, 141° 28′ 23″ E |
| Cap Kamui (神威岬) Kamui-misaki ou Kamui-etō                                                   | Esashi, Hamatonbetsu  | Différent du cap Kamui |       | 45° 03′ 35″ N, 142° 30′ 14″ E |
| Cap Erimo (襟裳岬) Erimo-misaki ou Onne-enrumu                                                 | Erimo                 |                        |       | 41° 55′ 28″ N, 143° 14′ 57″ E |
| Ganbō Rock (瞰望岩) Ganbō-iwa ou Enka-rushi                                                    | Engaru                |                        |       | 44° 03′ 16″ N, 143° 31′ 02″ E |
| Kamuichashi (カムイチャシ) Kamuichashi                                                         | Toyoura               |                        |       | 42° 34′ 43″ N, 140° 36′ 56″ E |
| Etomo Peninsula Coastline (絵鞆半島外海岸) Etomo-hantō soto kaigan                             | Muroran               |                        |       | 42° 19′ 22″ N, 140° 57′ 46″ E |
| Mont Tokachiporoshiri (十勝幌尻岳) Tokachiporoshiri-dake ou Tokachi-poroshiri                  | Obihiro, Nakasatsunai |                        |       | 42° 41′ 44″ N, 142° 51′ 34″ E |
| Mont Poroshiri (九度山) Poroshiri-dake ou Poroshiri                                            | Biratori, Niikappu    |                        |       | 42° 43′ 10″ N, 142° 40′ 58″ E |
| Okikurumi Chashi et Muinoka (オキクルミのチャシ及びムイノカ) Okikurumi no chashi oyobi Muinoka | Biratori              |                        |       | 42° 40′ 12″ N, 142° 12′ 21″ E |

(Complet au 2 mars 2015)